# El pasajero (novela)
El pasajero es una novela de 2022 del escritor estadounidense Cormac McCarthy.  Fue lanzada seis semanas antes que su novela compañera Stella Maris. La trama de El pasajero y Stella Maris sigue a Bobby y Alicia Western, dos hermanos cuyo padre ayudó a desarrollar la bomba atómica.
El pasajero es la primera novela de McCarthy desde The Road, dieciséis años antes.  McCarthy había estado escribiendo El pasajero de forma intermitente desde la década de 1970. 

## Trama
La novela sigue a Bobby Western, un buzo de salvamento, a través del Golfo de México y el sur de Estados Unidos.   Western está atormentado por las contribuciones de su padre al desarrollo de la bomba atómica,  y atormentado por su incapacidad para salvar a su hermana Alicia, la protagonista de la proto-secuela de la novela, Stella Maris, del suicidio, que ocurre una década antes de The Pasajero tenga lugar.  Alicia fue un prodigio de las matemáticas que trabajó bajo la tutela de Alexander Grothendieck. Los hermanos Western crecen en el este de Tennessee mientras su padre trabaja en Oak Ridge en el Proyecto Manhattan (con el destacado físico J. Robert Oppenheimer ).  Ambos niños son prodigios de las matemáticas, Alicia estudia en la Universidad de Chicago, mientras que Bobby abandona Caltech para seguir una carrera como piloto de carreras de Fórmula 2 en Europa, aunque un accidente grave lo deja en coma temporal y pone fin a su carrera.  Los eventos de la novela están salpicados de capítulos cortos, en cursiva, sobre el tratamiento de Alicia para la esquizofrenia debido a las alucinaciones de una figura deformada que el narrador llama "Thalidomide Kid", quien perpetuamente se burla de ella y la menosprecia y convoca a sus cohortes fantasmales para realizar actos de entretenimiento no deseados y estridentes.
Después de una inmersión de rescate para recuperar a los supervivientes de un avión sumergido, Bobby descubre que faltan la bolsa de vuelo y la caja de datos del piloto. A los pocos días, regresa a su apartamento y encuentra a dos agentes de algún tipo que hacen preguntas sobre el avión sumergido y los elementos perdidos, y Western descubre que también falta un octavo pasaje
Western pasa tiempo en bares y restaurantes de Nueva Orleans con viejos amigos discutiendo verdades filosóficas y científicas. Visita a su abuela en Tennessee. Su casa había sido saqueada dos años antes y se llevaron los trabajos de investigación de su padre y todos los registros familiares. Ahora, escondido de las autoridades por consejo de Kline (un investigador privado), a Western le confiscan su Maserati Bora de 1973 y el Servicio de Impuestos Internos de los Estados Unidos congela su cuenta bancaria, aparentemente por no registrar en sus impuestos el dinero que heredó de su abuela paterna. Al quedar indigente, Western vaga por todo el país como un habitante de paso, llegando finalmente a residir en Formentera. Al final de la novela, Western yace en su cama en un molino de viento escribiendo una carta a su hermana, el amor de su vida.

## Desarrollo
Se supone que McCarthy comenzó a escribir El pasajero en la década de 1970, y trabajó en él de forma intermitente durante las décadas siguientes.  Sin embargo, según The Cambridge Companion to Cormac McCarthy, comenzó a redactar la novela en 1980. 
En 2009, se encontraron notas relacionadas con su siguiente novela en el archivo McCarthy de la Universidad Estatal de Texas.  McCarthy le dijo al Wall Street Journal ese mismo año que su próximo libro estaría "ambientado en Nueva Orleans alrededor de 1980. Tiene que ver con un hermano y una hermana. Cuando se abre el libro, ella ya se ha suicidado, y se trata de cómo él lo enfrenta-.. Es una chica interesante". 
En 2015, la novela El Pasajero fue anunciada oficialmente en un evento multimedia organizado en Santa Fe por la Fundación Lannan. El libro estuvo influenciado por su época entre los científicos; El biólogo del SFI David Krakauer lo ha descrito como "Cormac 3.0 en toda regla: una novela matemática [y] analítica". 

## Publicación
Anunciado en marzo de 2022, El pasajero fue publicado por Knopf el 25 de octubre de 2022,  seguido seis semanas después de su novela complementaria, Stella Maris, publicada el 6 de diciembre.  Según Publishers Weekly, los libros habían vendido más de 100.000 copias a finales de 2022. 

## Temas y análisis
Escribiendo para The New York Times, el crítico John Jeremiah Sullivan señaló que el Niño de la Talidomida (a quien se hace referencia simplemente como "el Niño" en casi todos los casos excepto en el primero del libro, con sólo una referencia posterior más adelante en la historia) puede ser una referencia al protagonista de la novela Meridiano de sangre de McCarthy de 1985, escribiendo que puede representar una "invocación zombificada de la anterior, sólo que en esta encarnación ha sido testigo del siglo XX y ha sido completamente dañado por él". 

## Recepción
Las críticas de la novela fueron en general positivas. Muchos escritores han elogiado la prosa de McCarthy; El crítico de The Guardian, Xan Brooks, la llamó "la gloriosa canción del atardecer de una novela... Es rica y extraña, voluble y melancólica".  Constance Grady, colaboradora de Vox, sostiene que la escritura de McCarthy es "tan buena aquí como cabría esperar... Las [frases] de McCarthy son tan buenas. Te golpean como pequeñas balas, mezquinas, contundentes y precisas".  El escritor de The Atlantic Graeme Wood dice que El pasajero se encuentra entre las "obras más ricas y sólidas de la carrera de McCarthy". 
McCarthy también ha sido aplaudido por traspasar sus propios límites artísticos en un momento tan avanzado de su carrera literaria. John Jeremiah Sullivan escribe en el New York Times que " El pasajero está lejos de ser el mejor trabajo de McCarthy, pero eso se debe a que ha tenido el descaro de esforzarse en nuevos lugares, a la edad de casi 90 años. Ha intentado algo en estas novelas que nunca había hecho antes."  De manera similar, al escribir para la revista Time, Nicholas Mancusi señala que las "primeras obras de ficción de McCarthy que se publicarán en 16 años comienzan en un territorio familiar, pero llevan sus ambiciones a los límites mismos de la comprensión humana, donde las matemáticas y la ciencia todavía son solo teoría".   Nick Romeo también elogió la novela en The Daily Beast, calificándola de "una destilación poderosa y estimulante de muchos de los géneros e ideas que han obsesionado a McCarthy a lo largo de su carrera... La compresión caleidoscópica de sensibilidades y temas que hace el libro constituye una nueva estética por derecho propio. " 
Por el contrario, muchos han notado la falta de una trama coherente y perceptible, una que no responda a muchas de las preguntas iniciales planteadas en la parte de la novela sobre el misterioso accidente aéreo. Grady la llama "deliberadamente frustrante" y señala que "casi se puede sentir a McCarthy fanfarroneando un poco cuando, con gran habilidad y elegancia, elige una y otra vez frustrar cualquier deseo que el lector pueda tener de una narrativa o una historia".  Mancusi añade que "el libro está más interesado en ampliar el alcance de su propio misterio que en resolverlo".  La editora de libros de USA Today, Barbara VanDenburgh, señala que el libro "a veces puede resultar frustrantemente retenido y opaco... dando paso a discursos filosóficos sin trama". 